# FUMIYA FUJII ANNIVERSARY BEST "15/25"
『FUMIYA FUJII ANNIVERSARY BEST "15/25"』（フミヤ フジイ アニバーサリー ベスト"15/25"）は藤井フミヤ通算4枚目のベスト・アルバム。2008年5月21日に、ソニー・ミュージックアソシエイテッドレコーズから発売。副題の「15/25」の読み方は「にじゅうごぶんのじゅうご」。

## 概要
2008年、バンドデビュー25周年とソロデビュー15周年を迎えたフミヤ。
本作は2つのレーベルからの15年の集大成となる選曲で、シングル表題曲を中心に事前ファン投票結果も反映したCD2枚組の全30曲。
初回生産限定Premium Editionにはボーナス映像を含めて15年分のミュージック・ビデオを18曲収録したDVDが同梱。

## 収録曲

### 〔DISC 1〕
1. TRUE LOVE
2. 女神（エロス）
3. タイムマシーン
4. GIRL FRIEND
5. Another Orion
6. Snow Crystal
7. DO NOT
8. Go the Distance
9. わらの犬
10. 風の時代
11. Moonlight Magic
12. INSIDE
13. 君が僕を想う夜
14. 下北以上 原宿未満
15. 大切な人へ

### 〔DISC 2〕
1. 落陽
2. Little Sky
3. 紙飛行機
4. 魔法の手
5. ALIVE
6. RAIN STORY
7. 映画みたいに
8. "Doo-bee Doo-bee" Freedom
9. MY STAR
10. 記憶 （Cloverfield Version）
11. 星空の片隅で
12. トワイライト
13. Endless Snow
14. 飛行船
15. 地上にない場所

### 〔DISC 3〕
初回生産限定Premium Editionのみ　MUSIC VIDEO DVD
1. TRUE LOVE
2. Snow Crystal
3. わらの犬
4. 風の時代
5. 愛
6. Moonlight magic
7. INSIDE
8. SEVEN WONDERS
9. TRUE LOVE
10. BOY'S HEART
11. Thrill up
12. rADICAL☆sTAR
13. 木漏れ日の風に吹かれ
14. 君が僕を想う夜
15. 大切な人へ
16. 【BONUS VIDEO】 Stay with me.〜 ALL THIS LOVE 〜 星空の片隅で（Short Clip Version）